# Candice Patton
Candice Patton (Jackson, Mississipí, 24 de juny de 1988) és una actriu nord-americana coneguda pel seu paper de Tori a la sèrie de televisió de comèdia dramàtica The Game i pel paper d'Iris West a la sèrie de TV The Flash.

## Biografia

### Primers anys
Va néixer a Jackson, Mississipi, però, va créixer a Plano, Texas, és filla de mare afroamericana i pare caucàsic, es va graduar a la Universitat Metodista del Sud a Dallas, durant el seu segon any va formar part de l'elenc de The Young and the Restless de la cadena CBS per cinc episodis, com a conseqüència d'haver sobresortit en un concurs, després de finalitzar la seva educació universitària va viatjar a Los Angeles poques setmanes després.

### Carrera
Ha obtingut diversos papers com a personatge recurrent o com a personatge convidat, en diverses sèries de televisió, destacant el seu treball com a Mercedes Muna a la soap opera Sorority Forever i el seu rol com a Tori a la comèdia dramàtica, The Game. Al febrer de 2014 va ser triada per interpretar Iris West com a part de l'elenc principal de The Flash.

## Filmografia

### Pel·lícules
| Any  | Títol                 | Rol              | Notes        |
| ---- | --------------------- | ---------------- | ------------ |
| 2009 | The Astray            | Dona             | Curtmetratge |
| 2009 | Lateral Us            | Ostatge femenina | Curtmetratge |
| 2011 | The Craigslist Killer | Kate             | Telefilm     |
| 2012 | Commander and Chief   | Dana             |              |
| 2014 | The Guest             | Sergent Halway   |              |

### Sèries
| Any         | Títol                      | Rol                               | Notes                                       |
| ----------- | -------------------------- | --------------------------------- | ------------------------------------------- |
| 2004 — 2005 | The Young and the Restless | Robin                             | Personatge convidat a cinc episodis         |
| 2007        | The Bold and the Beautiful | Candy - treballadora de Forrester | Personatge convidat                         |
| 2008        | Days of Our Lives          | Alicia                            | Personatge convidat                         |
| 2008        | Casanovas                  | Actriu #2                         | Temporada 1, episodi 11                     |
| 2008        | Sorority Forever           | Mercedes Muna                     | Personatge recorrent, 21 episodis           |
| 2009        | Days of Our Lives          | Jill                              | Personatge convidat                         |
| 2009        | Castle                     | Dona jove                         | Temporada 2, episodi 3 "Inventing the Girl" |
| 2009        | Herois                     | Olivia                            | Temporada 4, episodis 7 i 9                 |
| 2009        | Entourage                  | Assistent de Dan Coakley          | Temporada 6, episodis 6, 7 i 10             |
| 2010        | The Forgotten              | Kelly                             | Temporada 1, episodi 10                     |
| 2010        | One Tree Hill              | Amiga de Katie/Tanisha            | Temporada 7, episodis 18 i 20               |
| 2010        | Grey's Anatomy             | Meg Waylon                        | Temporada 7, episodi 5                      |
| 2011        | Harry's Law                | Denise Raines                     | Temporada 1, episodi 7                      |
| 2011        | CSI: Miami                 | Wendy Gibson                      | Temporada 9, episodi 15                     |
| 2011        | Love Bites                 | Liz Beth                          | Temporada 1, episodi 8                      |
| 2012        | Rizzoli & Isles            | Vídua de Bernard Avery            | Temporada 3, episodi 3                      |
| 2013        | The Game                   | Tori                              | Personatge recorrent, 8 episodis            |
| 2014 — 2023 | The Flash                  | Iris West-Allen                   | Repartiment principal, 184 episodis         |
| 2017        | Supergirl                  | Iris West-Allen                   | Temporada 3, episodi 8                      |
| 2017        | Arrow                      | Iris West-Allen                   | Temporada 6, episodi 8                      |
| 2017        | DC's Legends of Tomorrow   | Iris West-Allen                   | Temporada 3, episodi 8                      |
| 2019        | Batwoman                   | Iris West-Allen                   | Temporada 1, episodi 9                      |